# Coryanthes trifoliata
Coryanthes trifoliata es una orquídea de hábito epífita originaria de Sudamérica.

## Descripción
Es una orquídea de un tamaño mediano, que prefiere clima caliente. Tiene hábitos de epífita con un pseudobulbo angostamente piriforme-cilíndrico, acanalado,  que lleva tres hojas apicales, angostamente elíptico-lanceoladas,  acuminadas que se estrecha gradualmente abajo en el largo y delgado, peciolo. Florece en una inflorescencia ligeramente arqueada de 33 cm de largo, con 1-2  flores que surgen en un pseudobulbo maduro y que son pequeñas y  muy perfumadas.

## Distribución
Se encuentra en el norte de Perú a una altitud de 100 a 1000 metros.

## Taxonomía
Coryanthes trifoliata fue descrita por  Charles Schweinfurth  y publicado por primera vez en American Orchid Society Bulletin 12: 276. 1944.
Etimología
Coryanthes: (abreviado Crths.) nombre genérico que procede del griego "korys" = "casco" y de "anthos" = "flor" en alusión al epiquilo del labelo parecido a un casco.

trifoliata: epíteto latino que significa "con tres hojas".